# Дюссюмье, Жан-Жак
Жан-Жак Дюссюмье (1792 — 19 июня 1883) — французский путешественник и купец из Бордо. Он известен как коллекционер зоологических видов из южной Азии и регионов по всему Индийскому океану в период с 1816 по 1840 год. Эти коллекции позже были изучены и классифицированы французскими зоологами, такими как Жорж Кювье, Акшиль Валансьен и другими. Дюссюмье собирал в основном моллюсков и рыб, многие из которых затем были названы в его честь, род сельдей получил название Dussumieria. 

## Список видов, названных в честь Дюссюмье
- Acanthurus dussumieri
- Accipiter badius dussumieri
- Ambassis dussumieri
- Anisakis dussumieri
- Arius dussumieri
- Aspidontus dussumieri
- Austrobatrachus dussumieri
- Boleophthalmus dussumieri
- Brama dussumieri
- Caligus dussumieri
- Carcharhinus dussumieri
- Casarea dussumieri
- Cinnyris dussumieri
- Clarias dussumieri
- Coilia dussumieri
- Dipsochelys dussumieri
- Draco dussumieri
- Enhydris dussumieri
- Hyporhamphus dussumieri
- Istiblennius dussumieri
- Johnius dussumieri
- Labeo dussumieri
- Leiognathus dussumieri
- Liza dussumieri
- Mariaella dussumieri
- Mugil dussumieri
- Salarias dussumieri
- Salmaciella dussumieri
- Semnopithecus dussumieri
- Sphenomorphus dussumieri
- Tachysurus dussumieri
- Tetronychoteuthis dussumieri
- Thryssa dussumieri
- Uca dussumieri